# Jakbim
Jakbim Sekhaendre, Jakbim ali Jakbimu je bil vladar v drugem vmesnem obdobju Egipta. Četudi sta njegova dinastična in časovna umestitev sporni, je danski egiptolog Kim Ryholt prepričan, da je bil najverjetneje ustanovitelj levantinske Štirinajste dinastije. V večini starejše strokovne literature se Jakbim uvršča v Šestnajsto dinastijo.

## Prepoznavanje
Jakbimovo  ime ni bilo nikoli napisano v kartuši, ki je bila posebna pravica faraonov. Na njegovih pečatih se običajno naslavlja z »dobri bog, Sekhaendre« (ali enostavno »Sekhaendre«) in »sin Raja, Jakbim«.
Nobenega neposrednega dokaza ni, da je bilo Jakbimovo prestolno ime Sekhaenre. Teorija, da je to njegovo prestolno ime, temelji na stilističnih značilnostih skarebejskih  pečatov. Predlagal ga je  William Ayres Ward in kasneje spopolnil Ryholt.  Daphna Ben-Tor ima njuno domnevo za sporno in poudarja, da so pečati več vladarjev iz tistega obdobja preveč podobni, da bi lahko bili osnova za prepoznavanje.
Če je Wardova domneva pravilna, je Sekhaenre Jakbim dokazan na presenetljivih 123 pečatih. Iz tega obdobja ima več pečatov (396)  samo Šeši.  Ryholt je na tej osnovi ocenil, da je njegova vladavina trajala okoli 25 let v obdobju od leta 1805 do 1780 pr. n. št.
Izraelski egiptolog  Raphael Giveon je Jakbima poistovetil z Jaammu Nubvoserrejem, nekim drugim vladarjem iz istega obdobja, medtem ko ga je  Jürgen von Beckerath izenačil z Salitisom, Manetonovim ustanoviteljem Petnajste dinastije.